# دونستابل

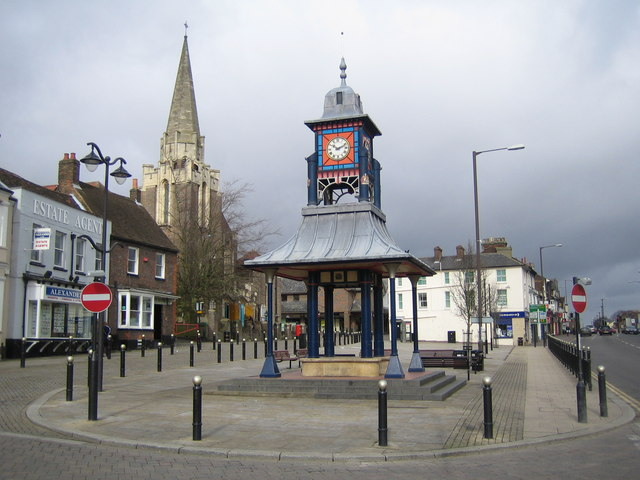
برج الساعة في دونستابل

دونستابل (بالإنجليزية: Dunstable)‏ هي مدينة تجارية وأبرشية مدنية في بيدفوردشير بإنجلترا. وتقع على السفوح الشرقية من شلترن هيلز على بعد 30 ميلا (50 كيلومترا) إلى الشمال من لندن.

## توأمة
لدونستابل اتفاقيات توأمة مع كل من:
- بورغوان-جاليو
- بريف لا غايلارد
- Porz [الإنجليزية]‏

## أعلام
- آرثر جونز
- باول كلايتون
- لين جاروود
- جون غرين
- فرد وايت